# Junzaburō Ban
Junzaburō Ban (伴淳三郎, Ban Junzaburō, Yonezawa, 10 de janeiro de 1910 — Tóquio, 26 de outubro de 1981) foi um ator e comediante japonês. Seu nome real era Hirosada Suzuki (鈴木寛定 Suzuki Hirosada).